# USS San Onofre (ARD-30)
L' USS San Onofre (ARD-30),  était un quai de réparation auxiliaire, un type de cale sèche flottante auxiliaire non automotrice de l'US Navy de classe ARD-12,. 

## Historique
Construit en 1944 par la Pacific Bridge Company (en) à Alameda en Californie, l' ARD-30  a été affecté et mis en service à la fin de la Seconde guerre mondiale. Il a servi essentiellement à la base navale de Pearl Harbor. Il a été  inactivé, le 13 septembre 1995, à la base navale de Point Loma à San Diego, en Californie
Il a été rayé du Naval Vessel Register le 21 août 1997 et transféré à la Commission maritime pour élimination.
Il a été transféré au Mexique en vertu du programme d'assistance à la sécurité le 20 mars 2001.

## Décoration
- Meritorious Unit Commendation
- Navy E Ribbon
- American Campaign Medal
- Asiatic-Pacific Campaign Medal
- World War II Victory Medal
- 2 National Defense Service Medal

### Liens connexes
- Liste des navires auxiliaires de l'United States Navy
- Théâtre du Pacifique de la Seconde Guerre mondiale